# 太田村 (富山県氷見郡)
太田村（おおたむら）は、かつて富山県氷見郡にあった村。現在は高岡市北端の太田地区となっており、雨晴海岸や臨済宗の古刹・国泰寺が立地していることで知られる。旧氷見郡の村のうち、唯一氷見市以外と合併した村である。

## 沿革
- 1889年（明治22年）4月1日 - 町村制の施行により、射水郡太田村、西田村及び渋谷新村の区域をもって、射水郡太田村が発足する。
- 1896年（明治29年）3月29日 - 郡制の施行のため、射水郡の区域から分立して、氷見郡が発足により、氷見郡に所属となる。
- 1953年（昭和28年）10月5日 - 高岡市に編入する。